# Кубок Тампере
Кубок Тампере — международный клубный хоккейный предсезонный турнир, проходящий в финском городе Тампере. Проводится во второй половине августа.

## История
Первый Кубок Тампере прошел в 1989 году. В турнире традиционно принимают участие два хоккейных клуба из Тампере — «Таппара» и «Ильвес», а также приглашенные организаторами клубные команды из Европы. Кроме клубных команда в турнире принимали участие и сборные команды (США, Канады, Франции и Японии).
Российские клубы также принимали участие в Кубке. Чаще других (в 1999, 2001 и 2005) в турнире принимал участие «Металлург» (Магнитогорск) и в 2005 выиграл его. Клуб «Динамо» (Москва) принимал участие в турнире дважды — в 1991 и 1992 годах — и оба раза добивался победы. По одному разу в турнире принимали участие московские «Крылья Советов» (1990) и ЦСКА (1995) и довольствовались третьим местом. Еще один российский клуб «Нефтехимик» (Нижнекамск) принимал участие в Кубке в 2002 году и сразу завоевал его.

## Регламент
До 2000 года в турнире принимали участие 8 команд. Команды были разбиты на 2 группы по 4 клуба. В каждой группе команды играли со всеми участниками своей группы. После этого команды сходились в стыковых поединках с командами, занявшими такое же место в другой группе. По результатам стыковых игр команды распределялись по местам.
После 2000 года, когда команд стало всего 6, регламент немного изменился. Теперь на первом этапе команды играют по две игры с командами своей группы, но кроме этого, еще одну игру с одной командой из противоположной группы. Результаты этой игры идут в зачет первого этапа. Во втором этапе команды опять же в стыковых играх с командой из другой группы распределяют места на турнире.

## Все участники и победители

### 1989 (I Кубок Тампере)
1. «Сокол» (Киев)
2. «Таппара» (Тампере, Финляндия)
3. «Лулео» (Лулео, Швеция)
4. «Ильвес» (Тампере, Финляндия)
5. «Рёгле» (Швеция)
6. «Шеллефтео» (Швеция)
7. «Кёльн» (Кёльн, Германия)
8. «Спарта» (Сарспбург, Норвегия)

### 1990 (II Кубок Тампере)
1. «Юргорден» (Стокгольм, Швеция)
2. «Лулео» (Лулео, Швеция)
3. «Крылья Советов» (Москва)
4. Сокол (Киев)
5. «Ильвес» (Тампере, Финляндия)
6. «Розенхейм» (Германия)
7. «Мальмё» (Мальмё, Швеция)
8. «Таппара» (Тампере, Финляндия)

### 1991 (III Кубок Тампере)
1. «Динамо» (Москва)
2. Сборная США
3. Сборная Канады
4. «Таппара» (Тампере, Финляндия)
5. «Лулео» (Лулео, Швеция)
6. «Ильвес» (Тампере, Финляндия)
7. «Юргорден» (Стокгольм, Швеция)
8. «Шкода» (Пльзень, Чехия)
9. «Ильвес» (Тампере, Финляндия)

### 1992 (IV Кубок Тампере)
1. «Динамо» (Москва)
2. «Лулео» (Лулео, Швеция)
3. «Вёстра Фрёлунда» (Гётеборг, Швеция)
4. «Таппара» (Тампере, Финляндия)
5. Сборная США
6. «Ильвес» (Тампере, Финляндия)
7. ТПС (Турку, Финляндия)
8. Сборная Франции

### 1993 (V Кубок Тампере)
1. Сборная США
2. «Лулео» (Лулео, Швеция)
3. «Ильвес» (Тампере, Финляндия)
4. «Вёстра Фрёлунда» (Гётеборг, Швеция)
5. ТПС (Турку, Финляндия)
6. «Таппара» (Тампере, Финляндия)
7. «Ферьестад» (Карлстад, Швеция)
8. «Хедос» (Мюнхен, Германия)

### 1994 (VI Кубок Тампере)
1. ХИФК (Хельсинки, Финляндия)
2. «Таппара» (Тампере, Финляндия)
3. «Вёстра Фрёлунда» (Гётеборг, Швеция)
4. МОДО (Эрншёльсдвик, Швеция)
5. «Ильвес» (Тампере, Финляндия)
6. Сборная США
7. «Мад Догс» (Мюнхен, Германия)
8. «Клотен» (Клотен, Швейцария)

### 1995 (VII Кубок Тампере)
1. «Лулео» (Лулео, Швеция)
2. Сборная США
3. ЦСКА (Москва)
4. «Таппара» (Тампере, Финляндия)
5. ХИФК (Хельсинки, Финляндия)
6. МОДО (Эрншёльсдвик, Швеция)
7. «Кёльнер Хайе» (Кёльн, Германия)
8. «Ильвес» (Тампере, Финляндия)

### 1996 (VIII Кубок Тампере)
1. «Таппара» (Тампере, Финляндия)
2. «Кёльнер Хайе» (Кёльн, Германия)
3. «Петра» (Всетин, Чехия)
4. «Вёстра Фрёлунда» (Гётеборг, Швеция)
5. ХК Берн (Берн, Швейцария)
6. «Ильвес» (Тампере, Финляндия)
7. «Лулео» (Лулео, Швеция)
8. Сборная США

### 1997 (IX Кубок Тампере)
1. ТПС (Турку, Финляндия)
2. «Кёльнер Хайе» (Кёльн, Германия)
3. «Таппара» (Тампере, Финляндия)
4. «Лулео» (Лулео, Швеция)
5. «Ильвес» (Тампере, Финляндия)
6. «Мальмё» (Мальмё, Швеция)
7. Сборная США
8. Сборная Японии

### 1998 (X Кубок Тампере)
1. ХВ71 (Йёнчёпинг, Швеция)
2. «Давос» (Давос, Швейцария)
3. «Йокерит» (Хельсинки, Финляндия)
4. «Ильвес» (Тампере, Финляндия)
5. ТПС (Турку, Финляндия)
6. «Таппара» (Тампере, Финляндия)
7. «Кярпят» (Оулу, Финляндия)
8. ХК Вена (Вена, Австрия)

### 1999 (XI Кубок Тампере)
1. «Таппара» (Тампере, Финляндия)
2. «Ильвес» (Тампере, Финляндия)
3. «Металлург» (Магнитогорск)
4. ХИФК (Хельсинки, Финляндия)
5. «Эссят» (Пори, Финляндия)
6. «Йокерит» (Хельсинки, Финляндия)
7. «Клотен» (Клотен, Швейцария)
8. «Лионс» (Цюрих, Швейцария)

### 2000 (XII Кубок Тампере)
1. «Юргорден» (Стокгольм, Швеция)
2. ХК Кошице (Кошице, Словакия)
3. «Клотен» (Клотен, Швейцария)
4. «Таппара» (Тампере, Финляндия)
5. АИК (Стокгольм, Швеция)
6. «Крефельд Пингвин» (Крефельд, Германия)
7. «Кярпят» (Оулу, Финляндия)
8. «Ильвес» (Тампере, Финляндия)

### 2001 (XIII Кубок Тампере)
1. «Эспоо Блюз» (Эспоо, Финляндия)
2. ХК Кошице (Кошице, Словакия)
3. «Таппара» (Тампере, Финляндия)
4. «Ильвес» (Тампере, Финляндия)
5. «Лионс» (Цюрих, Швейцария)
6. «Металлург» (Магнитогорск)

### 2002 (XIV Кубок Тампере)
1. «Нефтехимик» (Нижнекамск)
2. «Таппара» (Тампере, Финляндия)
3. ХВ71 (Йёнчёпинг, Швеция)
4. «Ильвес» (Тампере, Финляндия)
5. «Лулео» (Лулео, Швеция)
6. МОДО (Эрншёльсдвик, Швеция)

### 2003 (XV Кубок Тампере)
1. «Кярпят» (Оулу, Финляндия)
2. «Ильвес» (Тампере, Финляндия)
3. ХВ71 (Йёнчёпинг, Швеция)
4. «Лулео» (Лулео, Швеция)
5. «Таппара» (Тампере, Финляндия)
6. ХПК (Хямеэнлинна, Финляндия)

### 2004 (XVI Кубок Тампере)
1. «Лионс» (Цюрих, Швейцария)
2. «Кярпят» (Оулу, Финляндия)
3. ХК Линчёпинг (Линчёпинг, Швеция)
4. «Лулео» (Лулео, Швеция)
5. «Таппара» (Тампере, Финляндия)
6. «Ильвес» (Тампере, Финляндия)

### 2005 (XVII Кубок Тампере)
1. «Металлург» (Магнитогорск)
2. «Эспоо Блюз» (Эспоо, Финляндия)
3. «Лионс» (Цюрих, Швейцария)
4. «Таппара» (Тампере, Финляндия)
5. «Ильвес» (Тампере, Финляндия)
6. «Давос» (Давос, Швейцария)

### 2006 (XVIII Кубок Тампере)
1. «Металлург» (Магнитогорск)
2. «Таппара» (Тампере, Финляндия)
3. «Брюнес» ИФ (Евле, Швеция)
4. «Ильвес» (Тампере, Финляндия)
5. «Айсберен» (Берлин, Германия)
6. ХК Берн (Берн, Швейцария)

### 2007 (XIX Кубок Тампере)
1. «Эспоо Блюз» (Эспо, Финляндия)
2. «Металлург» (Магнитогорск)
3. «Таппара» (Тампере, Финляндия)
4. «Ильвес» (Тампере, Финляндия)
5. «Торпедо» (Нижний Новгород)
6. АИК (Стокгольм, Швеция)

### 2008 (XX Кубок Тампере)
1. «Металлург» (Магнитогорск)
2. «Ильвес» (Тампере, Финляндия)
3. «Эспоо Блюз» (Эспо, Финляндия)
4. «Динамо» (Рига, Латвия)
5. «Таппара» (Тампере, Финляндия)
6. ХПК (Хямеэнлинна, Финляндия)

### 2015 (XXI Кубок Тампере)
1. ХИФК (Хельсинки, Финляндия)
2. «Ильвес» (Тампере, Финляндия)
3. «Таппара» (Тампере, Финляндия)

### 2016 (XXII Кубок Тампере)
1. «Таппара» (Тампере, Финляндия)
2. ТПС (Турку, Финляндия)
3. «Ильвес» (Тампере, Финляндия)

### 2017 (XXIII Кубок Тампере)
1. «Таппара» (Тампере, Финляндия)
2. ХИФК (Хельсинки, Финляндия)
3. «Ильвес» (Тампере, Финляндия)

### 2018 (XXIV Кубок Тампере)
1. «Таппара» (Тампере, Финляндия)
2. ХИФК (Хельсинки, Финляндия)
3. «Ильвес» (Тампере, Финляндия)

### 2019 (XXV Кубок Тампере)
1. «Ильвес» (Тампере, Финляндия)
2. ХИФК (Хельсинки, Финляндия)
3. «Таппара» (Тампере, Финляндия)

### 2020 (XXVI Кубок Тампере)
1. Лукко (Раума, Финляндия)
2. «Таппара» (Тампере, Финляндия)
3. «Ильвес» (Тампере, Финляндия)

### 2021 (XXVII Кубок Тампере)
1. «КооКоо» (Коувола, Финляндия)
2. «Таппара» (Тампере, Финляндия)
3. ХПК (Хямеэнлинна, Финляндия)

### 2022 (XXVIII Кубок Тампере)
1. «Таппара» (Тампере, Финляндия)
2. ХПК (Хямеэнлинна, Финляндия)
3. «Ильвес» (Тампере, Финляндия)

### 2023 (XXIX Кубок Тампере)
1. «Тимро» (Тимро, Швеция)
2. «Ильвес» (Тампере, Финляндия)
3. «Таппара» (Тампере, Финляндия)

### 2024 (XXX Кубок Тампере)
1. «Давос» (Давос, Швейцария)
2. «Ильвес» (Тампере, Финляндия)
3. «Таппара» (Тампере, Финляндия)